# Саленко Олег Анатолійович
Олег Анатолійович Саленко (25 жовтня 1969, Ленінград, СРСР) — український та російський футболіст, нападник збірної Росії, найкращий бомбардир Чемпіонату світу з футболу 1994 року (приз «Золота бутса»), рекордсмен чемпіонатів світу за кількістю м'ячів, забитих в одному матчі — 5 (проти національної збірної Камеруну).

## Біографія
Випускник школи «Зміна» (Ленінград).
Виступав у ленінградському «Зеніті» з 1987 по 1988 роки. Весною 1989 року перейшов у київське «Динамо», трансферна сума склала 37 500 карбованців. За киян виступав до 1992 року, а після того грав в іспанських «Логроньєсі» (1993—1994) і «Валенсії» (1994—1995), шотландському «Рейнджерсі» — 1995, турецькому «Істанбулспорі» — 1996—1997. У перший сезон у Туреччині став одним з найкращих бомбардирів команди, однак уже наступного виявився поза грою. Олег зізнавався, що ще в Шотландії почав відчувати наростаючі болі в коліні й до початку сезону 1996/97 зважився лягти на операцію. Однак через неузгодженість дій менеджерів клубу і лікуючих лікарів процес лікування і відновлення нескінченно затягувався. У чемпіонатах СРСР 111 матчів, 28 голів. У єврокубках — 20 матчів, 5 голів. У збірній Росії — 8 матчів, 6 голів. Учасник і найкращий бомбардир Чемпіонату світу з футболу 1994 року (3 гри, 6 голів).
Увійшов в історію і як перший головний тренер збірної України з пляжного футболу.
Проживає в Києві, займається бізнесом. Син Роман також став футболістом.

## Досягнення
- Найкращий бомбардир чемпіонату світу 1994: 6 голів
- Чемпіон СРСР: 1990
- Володар Кубка СРСР: 1990
- Чемпіон Шотландії: 1996
- Володар рекорду чемпіонатів світу за кількістю голів в одному матчі — 5
- За збірну Росії зіграв 8 матчів, забив 6 голів
- За олімпійську збірну СРСР зіграв 3 матчі
- Учасник чемпіонату світу: 1994
- Чемпіон Європи (U-18): 1988
- Чемпіон Європи (U-21): 1990
- Член Клубу бомбардирів Олега Блохіна — 115 голів